# シークス
シークス株式会社は、大阪市中央区に本社を置く、電子・機械部品を中心とした商社である。EMS事業を手がける国内最大手、世界13位。

## 概要
前身は印刷インキ大手の株式会社阪田商会（現サカタインクス株式会社）の海外事業部で、フィリピン向けに電子部品の輸出を行ったのが始まり。2015年12月で売上高2,350億円・営業利益89億円、従業員数10,352人の企業体である。
事業は、EMS部門、技術支援サービス、部材調達代行・物流サービスの3つの部門から構成される。

## 沿革
- 1992年 - サカタインクス海外事業部が分社化され、サカタインクスインターナショナル株式会社（後のシークス株式会社）を設立。
- 1998年 - シークス株式会社に商号変更。
- 1999年 - 大阪証券取引所第二部に上場。
- 2000年 - 東京証券取引所第二部に上場。
- 2005年 - 東京証券取引所・大阪証券取引所第一部に上場。

## 拠点
- 国内

本社 - 大阪市中央区備後町1-4-9
東京本社 - 東京都千代田区九段南2-3-25
名古屋営業部 - 名古屋市中村区名駅三丁目2番11号

## 連結子会社

### 日本国内
- シークスエレクトロニクス株式会社

### 海外
- SIIX (Shanghai) Co., Ltd.（中国）
- SIIX EMS (Shanghai) Co., Ltd.（中国）
- SIIX EMS (DONG GUAN) Co., Ltd.（中国）
- SIIX H.K. Ltd.（香港）
- SIIX TWN Co., Ltd.（台湾）
- SIIX Singapore Pte. Ltd.（シンガポール）
- SIIX Bangkok Co., Ltd.（タイ）
- SIIX EMS (THAILAND) CO., LTD.（タイ）
- SIIX Logistics Phils, Inc.（フィリピン）
- SIIX Phils., Inc.（フィリピン）
- SIIX EMS PHILIPPINES, Inc.（フィリピン）
- PT SIIX Electronics Indonesia（インドネシア）
- PT. SIIX EMS INDONESIA（インドネシア）
- SIIX Europe GmbH（ドイツ）
- SIIX EMS Slovakia s.r.o.（スロバキア）
- SIIX U.S.A. Corp.（米国）